# Жаба (дворянский род)
Жаба (пол. Żaba) — белорусский шляхетский род.

## Происхождение
Происходит от жившего в конце XV века смоленского боярина Константина Жабы.

## Представители
Представители рода имели в основном имения в Браславском повете Великого Княжества Литовского. Во времена Российской империи род внесён в VI часть родословной книги Витебской и Ковенской губерний.
- Жаба, Август Дементьевич — дипломат, востоковед.

## Описание герба
Род имеет собственный герб, возникший из печатного собственнического знака, который впоследствии геральдизировался и приобрел сходство с польскими гербами «Косцеша» и «Одровонж».